# Саузерн Юнайтед

Логотип ФК «Отаго Юнайтед»

Футбольний клуб «Саузерн Юнайтед» або просто «Саузерн Юнайтед» (англ. Southern United Football Club) — напівпрофесійний новозеландський футбольний клуб міста Данідін, який виступає в прем'єр-лізі АСБ.

## Історія
«Саузерн Юнайтед» був утворений в 2004 році як «Отаго Юнайтед», щоб взяти участь у чемпіонаті Нової Зеландії з футболу (НЗФК). Заснований в Данідіні, Саузерн Юнайтед був єдиним представником 7-ї федерації, і є одним з восьми клубів, що виступають у НЗФК. Клуб був утворений шляхом об'єднання 21 клубів та 4 асоціацій в рамках географічного району Тімару на південь від Інверкаргіллу.
У своєму першому сезоні (2004—2005 років), «Отаго Юнайтед» посів передостаннє місце, але наступного сезону команда покращила свій результат і посіла 5-те місце з 8 команд-учасниць. Однак «Отаго Юнайтед» виступив ще гірше в сезоні 2006—2007 років посівши останнє місце в турнірній таблиці й завершив сезон принизливою поразкою з рахунком 8:0 від чемпіонів ліги Уайтакере Юнайтед.
У наступному сезоні клуб виступив трохи краще, зайнявши 7-ме місце, випередивши Кентербері Юнайтед, незважаючи на найменшу в історії кількість забитих м'ячів у регулярному сезоні ліги. У коротшому сезоні 2008—2009 років команда здобула 2 перемоги (обидві з рахунком 2:1 над Кентербері Юнайтед, вдома та на виїзді) та дві нічиї (3:3 вдома з Ваїкато та 1:1 на виїзді проти Тім Веллінгтон). Незважаючи на те, що регулярний сезон був на сім матчів коротший, ніж попередні, клуб все-таки вдалося забити на три м'ячі у ворота суперників більше, ніж в попередньому сезоні. Після гарного старту сезону 2011—2012 років «Отаго Юнайтед» втратив кількох ключових виконавців і, як наслідок, команда опинилася на останньому місці, зігравши одного разу в нічию та сім разів зазнавши поразки. Нічия з рахунком 3:3 з Ваїкато в останньому матчі сезону дозволили посісти клубу 6-те місце за підсумками регулярної частини сезону. Високим результатом роботи головного тренера Річарда Мюррея було залучення кількох нових перспективних молодих гравців та обрання капітаном команди Трістана Преттлі в молодіжній збірній Нової Зеландії з футболу U-23. Напередодні початку сезону 2012-13 року команда втратила Грена, але більш суттєвими втратами для клубу став перехід Преттлі до Уайтакере Юнайтед та травма гравця молодіжної збірної Нової Зеландії U-20 Джоеля Стівенса через травму посеред сезону значно ускладнили становище «Отаго Юнайтед», тому клуб лише з двома перемогами в сезоні та за кращої різниці забитих та пропущених м'ячів команда посіла 7-ме місце за підсумками регулярної частини сезону.

## Деякі статистичні дані
- Загальна кількість сезонів проведених в АСБ Прем'єршипі: 12 (на сьогодні)
- Найкращий рейтинг за підсумками регулярної частини чемпіонату: 5-те (сезони 2005/06 та 2009/10 років)
- Найгірший рейтинг за підсумками регулярної частини чемпіонату: 9-те (сезон 2014/15 років)
- Найкращий виступ у плей-оф Перший раунд (сезон 2005/06 років)
- Найбільші перемоги в історії клубу: 3-0 над Янг Харт Манавату (сезон 2009/10 років) та 4-1 над Янг Харт Манавату (сезон 2012/13 років)
- Mayor goleada recibida:
- Найрозгромніша поразка в історії клубу: 0-10 від Окленд Сіті (сезон 2013/14 років)

## Стадіон
В АСБ Прем'єршипі команда проводить домашні матчі на стадіоні «Форсіт Берр Стедіум». Раніше свої домашні поєдинки клуб проводив на меншому стадіонах «Каледоніан Граунд» (історично першому домашньому стадіоні «Отаго Юнайтед») в північній частині міста (2004-2007 роках); «Герісбрук» в південному передмісті Данедіну Кавершемі (2007, 2009-11 роках), і «Саннівейл Парк» в північно-західній частині Зелених Островів (2008). Починаючи з сезону 2011–12 років команда проводить свої домашні поєдинки на новому стадіоні «Форсіт Берр Стедіум» в північній частині міста (цей стадіон знаходиться на відстані всього 300 метрів від колишнього стадіону клубу «Каледоніан Граунд»).

## Склад команди
Станом на 24 травня 2016 року
| №  | Поз. | Нац.          | Гравець         |
| -- | ---- | ------------- | --------------- |
| 1  | ВР   | Нова Зеландія | Том Бетті       |
| 2  | ЗХ   | Нова Зеландія | Росс Говард     |
|    | ЗХ   | Нова Зеландія | Мітчелл Картер  |
| 4  | ЗХ   | Нова Зеландія | Джаді Фіцпетрік |
| 5  | ЗХ   | Нова Зеландія | Метт Джой       |
| 6  | ПЗ   | Нова Зеландія | Рыс Рука        |
| 7  | ПЗ   | Англія        | Шеймус Райдер   |
| 8  | ПЗ   | Нова Зеландія | Ендру Райдден   |
| 9  | НП   | Шотландія     | Сем Френч       |
| 10 | НП   | Самоа         | Ендрю Мобберлі  |
| 11 | ПЗ   | Нова Зеландія | Тім МакЛіннан   |

| №  | Поз. | Нац.          | Гравець         |
| -- | ---- | ------------- | --------------- |
| 12 | ВР   | Нова Зеландія | Зейн Грін       |
| 14 | ПЗ   | Шотландія     | Стюарт Келлі    |
| 16 | ПЗ   | Нова Зеландія | Харлі Родіка    |
| 18 | ЗХ   | Нова Зеландія | Трістан Преттлі |
| 19 | ПЗ   | Нова Зеландія | Алекс Вілльямс  |
| 20 | НП   | Шотландія     | Том МакБрайд    |
| 21 | ПЗ   | Нова Зеландія | Майкл Хоган     |
| 22 | НП   | Нова Зеландія | Ріган Колдікотт |
| 23 | ЗХ   | Нова Зеландія | Девід Гейман    |
| 24 | ПЗ   | Нова Зеландія | Морган Дей      |

## Відомі тренери
У першому сезоні «Отаго Юнайтед» тренував колишній помічник головного тренера Фулхему Йохан Коусталл. Наступного сезону клуб тренував колишній гравець збірної Ірландії Террі Фелан, який обіймав посаду граючого тренера. Він тренував клуб до кінця сезону 2008-09 років, коли через незадовільні результати команди його замінили на колишнього асистента тренера Малкольма Флемінга. Флемінг тренував команду в сезонах 2009—2010 і 2010—2011 років, але в серпні 2011 року пішов у відставку з посиланням на відсутність коштів для залучення гравців з-за меж регіону, через побоювання, що гра молодих місцевих гравців може бути не достатнього рівня, а також через необхідність змін в керівній структурі Отаго Юнайтед. У вересні 2011 року було оголошено, що тренер «Кавершем АФК» Річард Мюррей буде тренувати команду протягом сезону 2011-12 років. Річард Мюррей та його помічник Енді Дункан були призначені на сезон 2012-13 років, але після того, як команда набрала найменшу кількість очок в своїй історії, вони були звільнені. Посаду головного тренера клубу на сезон 2013-14 років зайняв бразилець Луїс Уехара, який підписав довгостроковий контракт і мав бажання використовувати місцевих гравців; тим не менш, він заявив, що його основним напрямком роботи буде «результативність та хороший рівень гри». Після свого першого сезону, в якому команда посіла передостаннє місце за підсумками регулярної частини сезону, Уехара протягом двох наступних сезонів також очолював клуб. Уехара відмовився продовжувати контракт, заявивши, що він хотів зробити перерву в роботі. Майк Фрідж був призначений головним тренером клубу на наступні два сезони, починаючи з сезону 2014—2015 років, а Тоні Мартін отримав посаду помічника тренера.
- Йохан Коусталл (2004—2005)
- Террі Фелан (1 липня 2006 – 30 червня 2009)
- Малкольм Флемінг (1 липня 2009 — 30 червня 2011)
- Річард Мюррей (1 липня 2011 — 30 червня 2013)
- Луїш Уехара (1 липня 2013 — 30 червня 2014)
- Майк Фрідж (1 липня 2014–)

## Тренерський штаб
- Головний тренер:  Майк Фрідж
- Фізіотерапевт:  Дасті Квінн
- Фотограф:  Адам Біннс
- Фотограф:  Джон Кесвелл

## Відомі гравці
| - Ендрю Боєнс (2005–2006) - Грехем Дімас (2004–2007) - Лаям Літтл (2007–2009) - Жан-Віктор Маліб (2004–2007) - Адам Хайфілд | - Луц Пфанненштіль (2004–2006) - Террі Фелан (2005–2009) - Джейкоб Спунлі (2004–2005) - Террі Авіно - Нейтан Кнокс |